# Mount Tzouhalem
Mount Tzouhalem är ett berg i Kanada.   Det ligger i provinsen British Columbia, i den sydvästra delen av landet, 3 600 km väster om huvudstaden Ottawa. Toppen på Mount Tzouhalem är 536 meter över havet, eller 507 meter över den omgivande terrängen. Bredden vid basen är 14,0 km.
Terrängen runt Mount Tzouhalem är kuperad åt nordost, men åt sydväst är den platt. En vik av havet är nära Mount Tzouhalem åt sydost. Närmaste större samhälle är Duncan, 6,4 km väster om Mount Tzouhalem. 
I omgivningarna runt Mount Tzouhalem växer i huvudsak barrskog.